# Marcelo Antonio Fuentes
Marcelo Antonio Fuentes (Santiago, 2 de octubre de 1992-ibidem, 23 de noviembre de 2000), junto con José Patricio, su hermano siamés fueron las primeras personas con esta anomalía separadas en Chile. Nació junto con su hermano en el Hospital del Salvador en la comuna de Providencia.

## Operación
Con apenas 8 meses y 27 días, fue separado de su hermano siamés José, siendo la primera operación de este tipo en Chile, específicamente en el Hospital Luis Calvo Mackenna de la ciudad de Santiago 29 de junio de 1993 en una cirugía que duró cerca de 10 horas continuas y en la que participaron 50 médicos coordinados por el director del hospital, Osvaldo Artaza. La operación realizada fue un éxito considerando que los niños estaban unidos por el abdomen y su hígado, además de tener ambos corazones pegados, sin estar estos compartidos.

## Fallecimiento
Pocos meses después de la operación, luego de cumplir 1 año de edad, Marcelo contrajo un rotavirus que le produjo daño neurológicos graves provocado por una infección gástrica, dejándolo en un deteriorado estado de salud.
El 19 de noviembre de 2000, el niño presentó un fuerte cuadro febril con vómitos, el mayor de los siameses, por lo que su madre decidió trasladarlo al Hospital Calvo Mackenna, donde fue inmediatamente internado en la Unidad de Tratamiento Intensivo (UTI), ingresando con un fallo multiorgánico, teniendo que ser conectado a un ventilador mecánico y ser asistido con fármacos para soportar el normal funcionamiento cardíaco y renal; más tarde el día 22 del mismo mes su estado de salud se agrava aún más. Finalmente, fallece el día 23 de noviembre de 2000 en el Hospital Luis Calvo Mackenna, el mismo donde fue separado de su hermano, a causa de un fallo hemodinámico cerca de las 15:10 horas, a la edad de 8 años, según informó el médico Osvaldo Artaza, director del Hospital Calvo Mackenna, y jefe del equipo médico que lo separó de su hermano en 1993.
Sus restos fueron sepultados en el Cementerio General de Santiago luego de una misa realizada en la Iglesia Cristo Crucificado en la comuna de Independencia de la ciudad.